# 6783 Gulyaev
6783 Gulyaev este un asteroid din centura principală de asteroizi.

## Descriere
6783 Gulyaev este un asteroid din centura principală de asteroizi. A fost descoperit pe 24 septembrie 1990 la Observatorul astrofizic din Crimeea de Liudmila Cernîh. El prezintă o orbită caracterizată de o semiaxă mare de 2,77 ua, o excentricitate de 0,14 și o înclinație de 10,4° în raport cu ecliptica.